# Свински грип
Свинският грип е инфекциозно заболяване, което се причинява от един от няколко вида свински грипни вируса. Щамове, свързани с огнища на т.нар. „свински грип“, които са открити сред грипните вируси серотип C и подтипове серотип А, включват H1N1, H1N2, H2N1, H3N1, H3N2 и H2N3.
Свинският грип е открит за пръв в Мексико през април 2009 г., където вирусът е изнамерен като смес от три щама. Шест от гените му са много подобни на грипния вирус H1N2, който е намерен в свине около 2000 г.
Свинският грип е широко разпространен сред популациите свине по света. Предаването на вируса от свиня към човек не е често явление и не винаги води до грип у човека, като обикновено води само до производството на антитела в кръвта. Ако предаването доведе до грип у човека, то става въпрос за зоонозен свински грип. Хората с редовен досег до свине са с повишен риск от заразяване със свински грип.
Към средата на 20 век става възможно идентифицирането на подвидовете грип, което позволява точното диагностициране на предаването към хората. От тогава са потвърдени само 50 такива предавания. Тези щамове на свинския грип рядко се предават от човек на човек. Симптомите на зоонозния свински грип при човека по принцип са подобни на тези на стандартния грип: втрисане, температура, възпалено гърло, болки в мускулите, главоболие, кашлица, отпадналост, задъхване и общ дискомфорт.

През август 2010 г. Световната здравна организация обявява епидемията от свински грип, започнала през март 2009 г., за приключила. В началото на 2015 г. епидемия от свински грип в Индия води до 31 156 заразени и 1841 смъртни случая.

## Симптоми

### Свине
При свинете, заразяването със свински грип причинява температура, летаргия, кихане, кашляне, задъхване и намален апетит. В някои случаи, заразата може да доведе до спонтанен аборт. Макар смъртността обикновено да е малка (около 1 – 4%), вирусът довежда до отслабване и слаб растеж, което води до икономически загуби за фермерите. Заразените свине могат да загубят до 5 килограма за 3 – 4 седмици. Вирусът може да еволюира и мутира в различни форми. Първият свински грип е идентифициран през лятото на 1918 г. Свинете често се считат за „съдове за смесване“, които спомагат за еволюцията на щамовете на болестта, която след това може да се прихване от други бозайници, включително и хора.

### Хора
Прякото предаване на свински грип от свине към хора понякога е възможно. Известни са 50 случая за това от първия доклад в медицинската литература през 1958 г. Въпреки тези относително ниски бройки на заразените, истинският брой най-вероятно е по-висок, тъй като повечето случаи причиняват само леко болнично състояние и вероятно не се докладват или не се диагностицират.
Според Центъра за контрол и превенция на заболяванията, симптомите при хората по време на епидемията на свински грип от 2009 г. са подобни на тези на обичайния грип: температура, кашлица, възпалено гърло, навлажняване на очите, болки в мускулите, задъханост, главоболие, отслабване, втрисане, кихане, хрема, замаяност, болки в корема, липса на апетит и всеобща отпадналост. През 2009 г. хората докладват, също така, разстройство и повръщане. Щамът H1N1 не е зоонозен свински грип, тъй като не се предава от свине към хора, а от хора към хора по въздушно-капков път.
Тъй като тези симптоми не се проявяват единствено при свински грип, диференциалната диагноза изисква не само симптоми, но също и висока вероятност за прихващане на свински грип, в зависимост скорошната медицинска история на индивида. Например, по време на епидемията от 2009 г., Центърът за контрол и превенция на заболяванията съветва лекарите да приемат за заразяване със свински грип в диференциалната диагноза пациенти с остра фебрилна респираторна болест, които са били в контакт с хора, за които е потвърдено, че са били болни от свински грип, или, които са били в държави или щати, за които е известно, че е имало случаи на свински грип седем дни преди повяват на симптомите им. Диагностицирането със свински грип изисква лабораторно тестване на дихателна проба (проста проба от нос и гърло).
Най-честата причина за смърт е дихателна недостатъчност. Възможни са и усложнения до пневмония и сепсис, висока температура (водеща до неврологични проблеми), дехидратация (от прекалено повръщане и разстройство) и бъбречна недостатъчност. Смъртността е по-висока при малките деца и старите хора.

## Лечение

### Свине
Тъй като свинският грип рядко е фатален за свинете, не е нужно специално лечение за тях. Ветеринарните усилия се фокусират върху намаляване на разпространението на вируса във фермата или към други ферми. Техниките за ваксиниране и управление на животните са най-важни. Антибиотици също се използват за лечение на болестта, които макар да не въздействат върху вируси, спомагат за предотвратяване на бактериална пневмония и други вторични инфекции.
В Европа, птичият H1N1 и човешките H3N2 и H1N2 са най-разпространените щамове на свински грип. Разпространението варира от страна до страна, но всички щамове постоянно циркулират из свинските ферми. В ЕС се предлагат противовирусни ваксини, а ваксинирането на свинете майки е широко разпространена практика, която придава антитела и на новородените прасенца. При ваксинираните свине майки, множенето на вируса е значително намалено.

### Хора
Ако човек се разболее от свински грип, антивирусните лекарства могат да смекчат болестта и да излекуват човека по-бързо. Те могат да предотвратят и по-сериозни усложнения. Тези лекарства работят най-добре, ако се започнат възможно най-скоро след настъпване на симптомите. Освен лекарствата, грижите вкъщи или в болница се концентрират върху контролиране на температурата, успокояване на болката и поддържане на водния баланс. Американският Център за контрол и превенция на заболяванията препоръчва използването на оселтамивир (Тамифлу) или занамивир (Реленца) за лечение и/или превенция на заразата на вирусите на свински грип. Все пак, повечето хора с вируса се възстановяват напълно и без лекарска помощ или антивирусни лекарства. Вирусът, изолиран по време на епидемията през 2009 г., се оказва резистентен към амантадин и римантадин.